# قائمة الأشخاص المرتبطين بجمهورية راغوزا

شعار النبالة لجمهورية راغوزا

فيما يلي قائمة بأسماء المشاهير من أبناء جمهورية راغوزا (المعروفة أيضًا باسم جمهورية دوبروفنيك)، والتي كانت جمهورية بحرية تتمركز في مدينة دوبروفنيك على الساحل الشرقي للبحر الأدرياتيكي.

## راغوزيون بارزون

### القرن الرابع عشر
- فرانكو ساكيتي (حوالي 1335–1400) - شاعر وكاتب قصة قصيرة، كان والده تاجرًا من فلورنسا.

### القرن الخامس عشر
- بينيديتو كوتروغلي (1416–1469) - تاجر، إنساني، عالم، دبلوماسي
- دور دريتش (1461–1501) - شاعر وكاتب مسرحي
- بونينو دي بونينيس (1454-1528) - طابعة وناشر
- مافرو فيترانوفيتش (1482/1483-1576) - بنديكتيني، كاتب
- شيسكو مينتشيتش (1457–1527) - شاعر ونبيل
- إليو لامبريديو سيرفا (حوالي 1460 - 1520) - خطيب، ومؤلف معجم، وشاعر المديح اللاتيني،
- بالادينو غوندولا (فلوريدا 1423-1472) - دبلوماسي وتاجر

### القرن السادس عشر
- سافينو بوبالي (1530-1585) - كاتب
- نيكولا ناليشكوفيتش (1505–1587) - شاعر وكاتب مسرحي وعالم
- مارين دريتش (1508–1567) - كاتب مسرحي وشاعر
- سفيتا زوزوريتش (1555 - 1600) - شاعرة
- مارينو غيتالدي (1568–1626) - عالم وعالم رياضيات وفيزيائي
- إيفان بونيتش فوتشيتش (1591–1658) - سياسي وشاعر
- دينكو زلاتاريتش (1558–1613) - شاعر ومترجم
- ماريا غوندولا غوزي (*١٥٨٥) - شاعرة
- نيكولا فيتوف جوتيتش (1549–1610) - رجل دولة، فيلسوف، عالم
- إيفان غوندوليتش (1589–1638) - كاتب، شاعر، رجل دولة، نبيل
- دينكو رانينا (1536–1607) - شاعر
- نيكشا رانينا (1494–1577) - جامع قصائد
- ترويان غوندوليتش - تاجر، طابعة
- مافرو أوربيني (منتصف القرن السادس عشر -1614) - كاتب وأيديولوجي ومؤرخ
- لوكو غيتالدي - كاتب
- بوزو توديسي - كاتب
- نيكو بريمي - كاتب
- جوليا بونا - شاعرة
- ميهو مونالدي - كاتب

### القرن السابع عشر
- فلاديسلاف مينتيتش (1600/1617- 1666) - شاعر
- جورجيو باغليفي (1668–1707) - طبيب وباحث
- يونيي بالموتيتش (1607–1657) - كاتب ونبيل وكاتب مسرحي
- ديفو شيشكوف غوندوليتش (1677–1721) - نبيل، شاعر
- شيشموندو غوندوليتش (1634–1682) - سياسي (رئيس الجامعة) وشاعر ونبيل
- برنو غيتالدي [الإنجليزية] - رجل دين ومؤرخ
- ستيبان غراديتش (1613–1683) - فيلسوف وعالم
- فرانو شيفا غوندوليكا (1630–1700) - نبيل وجندي (مارشال نمساوي )
- بينو روغاتشي (1646–1719) - شاعر يسوعي
- إنيات دورديفيتش (1675–1737) - شاعر ومترجم

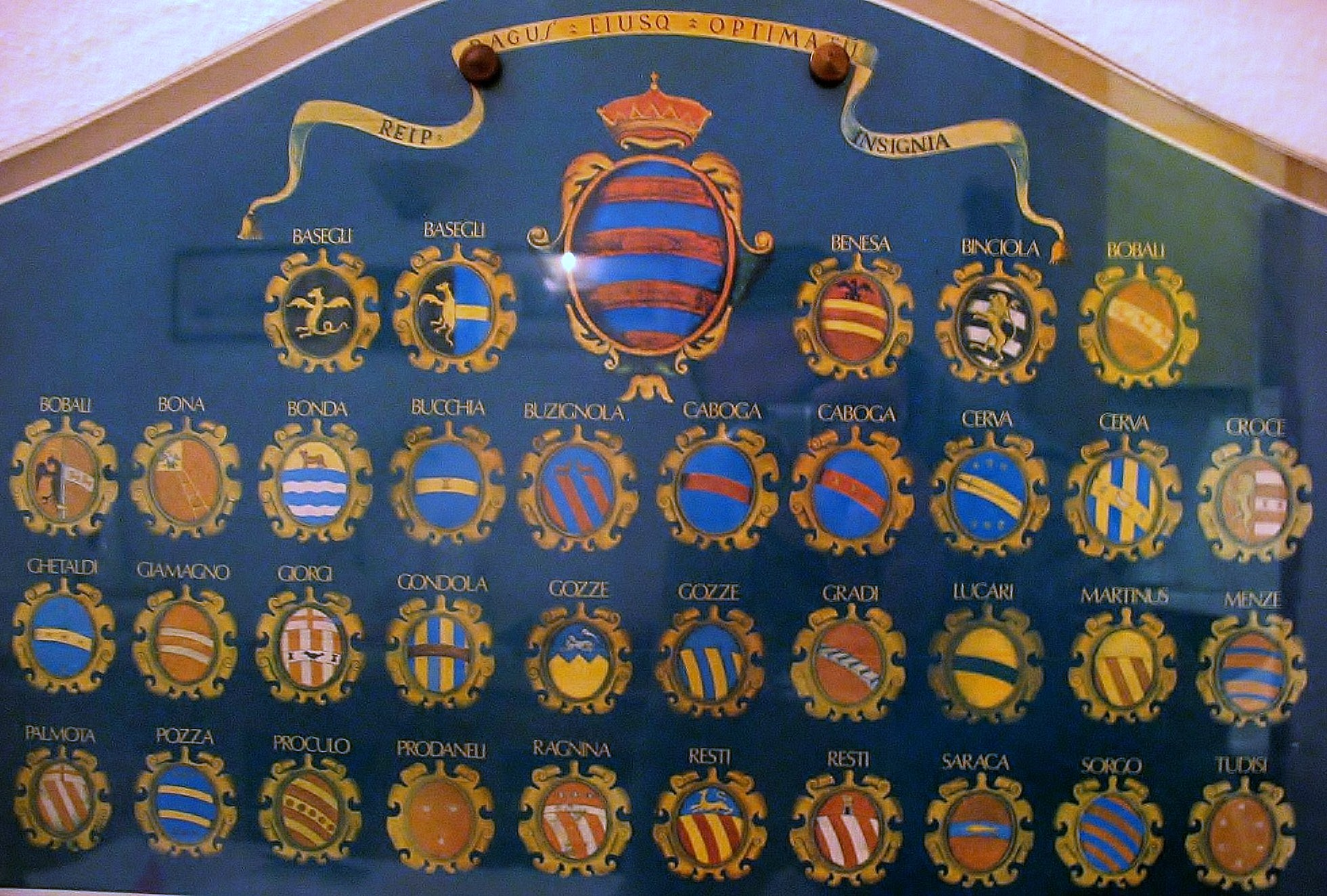
شعارات النبالة لعائلات راغوزا النبيلة

### القرن الثامن عشر

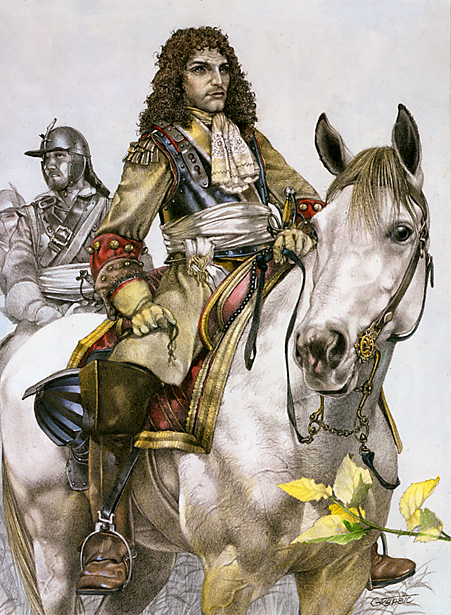
فرانو ديفو غوندوليتش، مارشال نمساوي (1683)، ابن كاتب راغوزا الشهير إيفان غوندوليتش

- سيرافينو سيرفا (1696–1759) - مؤرخ وموسوعي
- سيباستيانو دولتسي (1699–1777) - كاتب وفرنسيسكاني
- ديفو فرانا سورجو (1706–1771) - كاتب وشاعر
- رايموندو كونيتش (1719–1794) - كاتب وإنساني
- روجر جوزيف بوسكوفيتش (1711–1787) - فيزيائي، وعالم فلك، وعالم رياضيات، وفيلسوف، ودبلوماسي، وشاعر، ويسوعي
- دورو فيريتش (1739–1820) - يسوعي، جنرال بيكار
- شيشموندو غيتالدي غوندولا (1795–1860) - سياسي، نبيل
- فلاهو جيتالديتش (1788–1872) - نبيل وسياسي وشاعر
- لوكو ستوليتش (1772–1828) - عالم وطبيب
- أنطون كازنايتش (1784–1874) - كاتب
- مارك بروير (1770–1823) - كاتب ودبلوماسي وكاتب مسرحي ونبيل
- ييرونيم ليوبيبراتيتش (1716–1779) - نبيل، جندي (مارشال نمساوي)
- إيفان ماني يارنوفيتش (1740–1804) - ملحن
- برناردو زامانيا (1735–1820) - لاهوتي، يسوعي، ودومينيكي
- جونيو ريستي (1755–1814) - سياسي، كاتب، نبيل
- إيلينا بوسيتش سوركوتشيفيتش (1786–1865) - ملحنة
- بيجيركو فراناتيس سورجا (1749–1826) - نبيل، كاتب، شاعر
- أنطون سوركوتشيفيتش (1775–1841) - دبلوماسي وكاتب وملحن
- لوكا سوركوتشيفيتش / لوكا سورجو (1734–1789) - دبلوماسي وملحن
- بينيديتو ستاي (1714–1801) - يسوعي ولاهوتي
- يواكيم ستوليتش (1730–1817) - معجمي ولغوي
- برناردين بافلوفيتش - كاتب فرنسيسكاني
- فيتو ماريا بيتيرا-فودوبيتش (1771–1841) - جندي وسياسي ووطني من دوبروفنيك
- برنهارد كابوغا سيرفا (1785–1855) - نبيل وجندي (مارشال نمساوي)